# Breathe (film, 2024)
Breathe är en amerikansk actionthillerfilm som hade premiär den 26 april 2024 i USA. Filmen är regisserad av Stefon Bristol, efter ett manus skrivet av Doug Simon.

## Handling
Filmen utspelar sig i en nära framtid och det rådet brist på syre. En mamma med sin dotter tvingas leva under jord och kan endast röra sig ytan under korta stunder med sina syrgasdräkter.

## Rollista (i urval)
- Sam Worthington – Lucas
- Jennifer Hudson – Maya
- Milla Jovovich – Tess
- Quvenzhané Wallis – Zora
- Common – Darius
- Raúl Castillo – Micah
- Dan Martin – Mike